# A19高速公路 (義大利)
A19高速公路（義大利語：Autostrada A19）是義大利一條高速公路，自西西里島西北部的首府巴勒莫，斜貫島的中部，至卡塔尼亞為終點、全長191.6公里。
1970年開始分段通車，1975年全面完工。全段為歐洲E90和E932公路的一部份。